# IC 2038
IC 2038 — галактика типу Scd () у сузір'ї Золота Риба.
Цей об'єкт міститься в оригінальній редакції індексного каталогу.